# José Sánchez-Guerra
José Sánchez-Guerra è stato Presidente del Governo spagnolo dall'8 marzo al 7 dicembre 1922.